# Uzès
Uzès je francouzská obec, nacházející se v departementu Gard v regionu Languedoc-Roussillon, ležící 25 km severo-východně od města Nîmes, 25 km západně od Avignonu.

## Historie
Počátky Uzès je třeba hledat v malém galo-románském oppidu, nesoucího název Ucetia.